# Шпановская сельская община
Шпановская сельская община (укр. Шпанівська сільська громада) — территориальная община в Ровненском районе Ровненской области Украины.
Административный центр — село Шпанов.
Население составляет 12393 человека. Площадь — 79,4 км².
В соответствии с распоряжением Кабинета Министров Украины от 12 июня 2020 года, в состав общины вошла территория Великожитинского и Шпановского сельских советов Ровненского района.

## Населённые пункты
В состав общины входит 9 сёл:
- Шпанов
  - Бармаки
  - Великий Алексин
  - Великий Житин
  - Зозов
  - Малый Алексин
  - Малый Житин
  - Ходосы
  - Хотын